# Fraunhofera multiflora
Fraunhofera multiflora är en benvedsväxtart som beskrevs av Carl Friedrich Philipp von Martius. Fraunhofera multiflora ingår i släktet Fraunhofera och familjen Celastraceae. Inga underarter finns listade.